# Estadio Zhongshan
El Estadio Zhongshan (en inglés: Zhongshan Soccer Stadium; en Chino tradicional: 中山足球場; Pinyin: Zhōngshān Zúqíuchǎng), también conocido como Estadio de Fútbol de Taipéi o Estadio Zhongshan, es un estadio que se encuentra en Taipéi, República de China (Taiwán). El estadio es propiedad del Taipei Sports Office y cuenta con una capacidad total para 20.000 personas sentadas.
Normalmente se usa para la práctica del fútbol, aunque a veces es usado para albergar conciertos de música.

## Historia
Fue inaugurado en 1989. Se construyó como sede para la Selección de fútbol de China Taipéi. También es usado para conciertos.
El Estadio Zhongshan se encuentra en el distrito Zhongshan (de ahí que también se lo conozca como Estadio Zhongshan) de Taipéi, República de China (o Taiwán), en el cruce de la calle Yumen y la calle Minzu West Road. La estación Yuanshan (Línea Danshui) del Metro de Taipéi es la más cercana al estadio.
El 1 de julio de 2008 el gobierno tenía la intención de cerrar temporalmente el estadio para albergar una exposición de agricultura. La FIFA protestó esa decisión debido a que este recinto es el mayor de la isla y la selección disputa allí sus encuentros internacionales con otros países. Finalmente el estadio fue cerrado el 28 de noviembre de 2008 y posteriormente demolido.

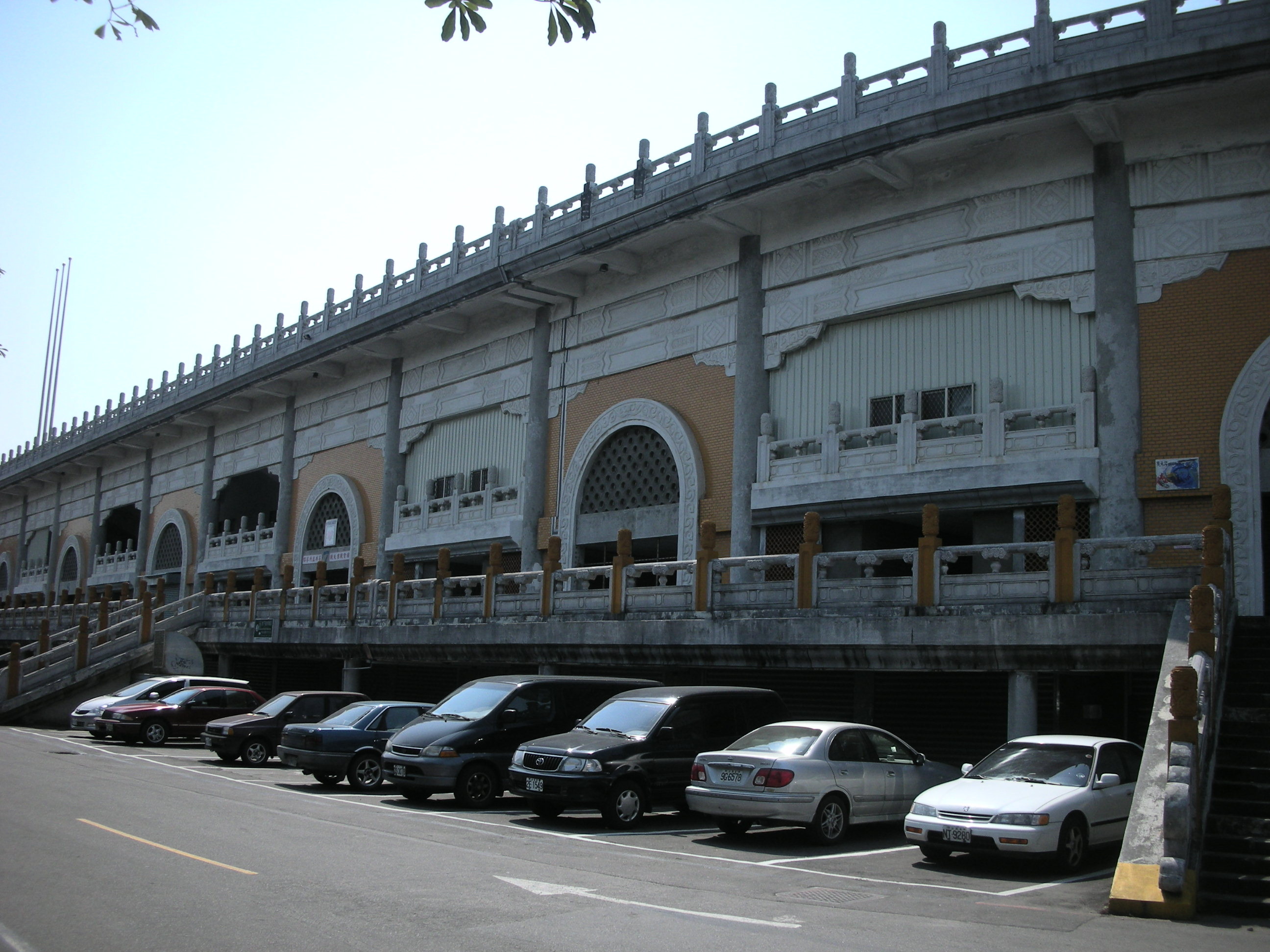
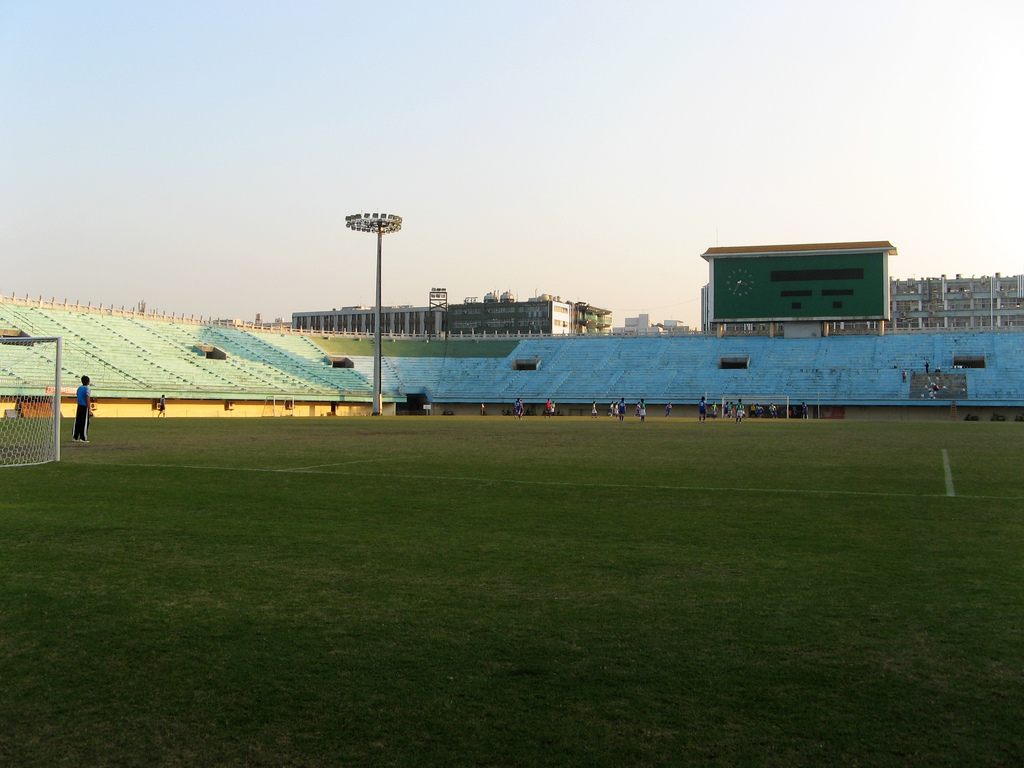